# Oroxylum indicum
Oroxylum indicum — вид дерев роду Oroxylum.

## Назва
Великі черешки листків опадають з дерева і утворюють купу, що нагадує кістки, за що у англійській мові дерево отримало назву «дерево зламаних кісток» (англ. Broken bones plant). За сморід від квіток, що розпускаються вночі, отримало «нічний жах» (англ. Mid night horror). За трубчасті квіти дерево називають «сурмоцвіт». У Китаї має назву «метеликове дерево» через форму насінин. В Таїланді має назву тай. เพกา «шкіряний язик» та «небесний язик» за зовнішнім видом стручків.

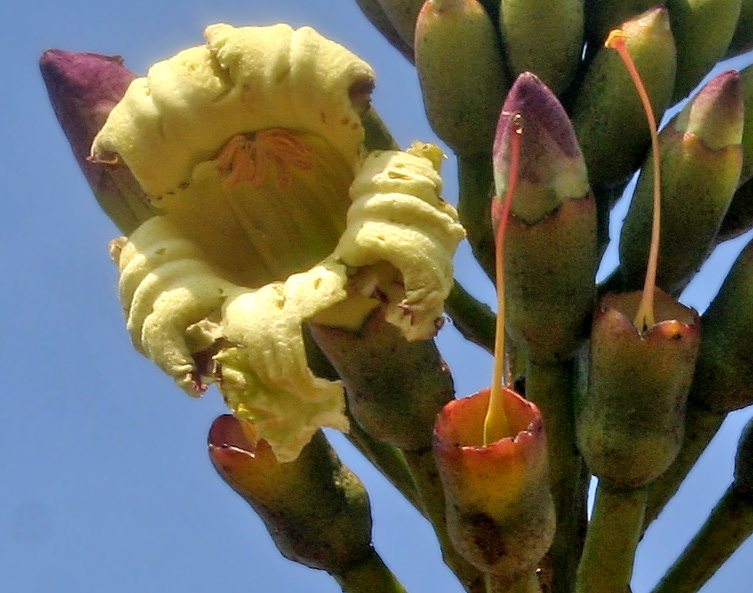
Квіти сурмоцвіта

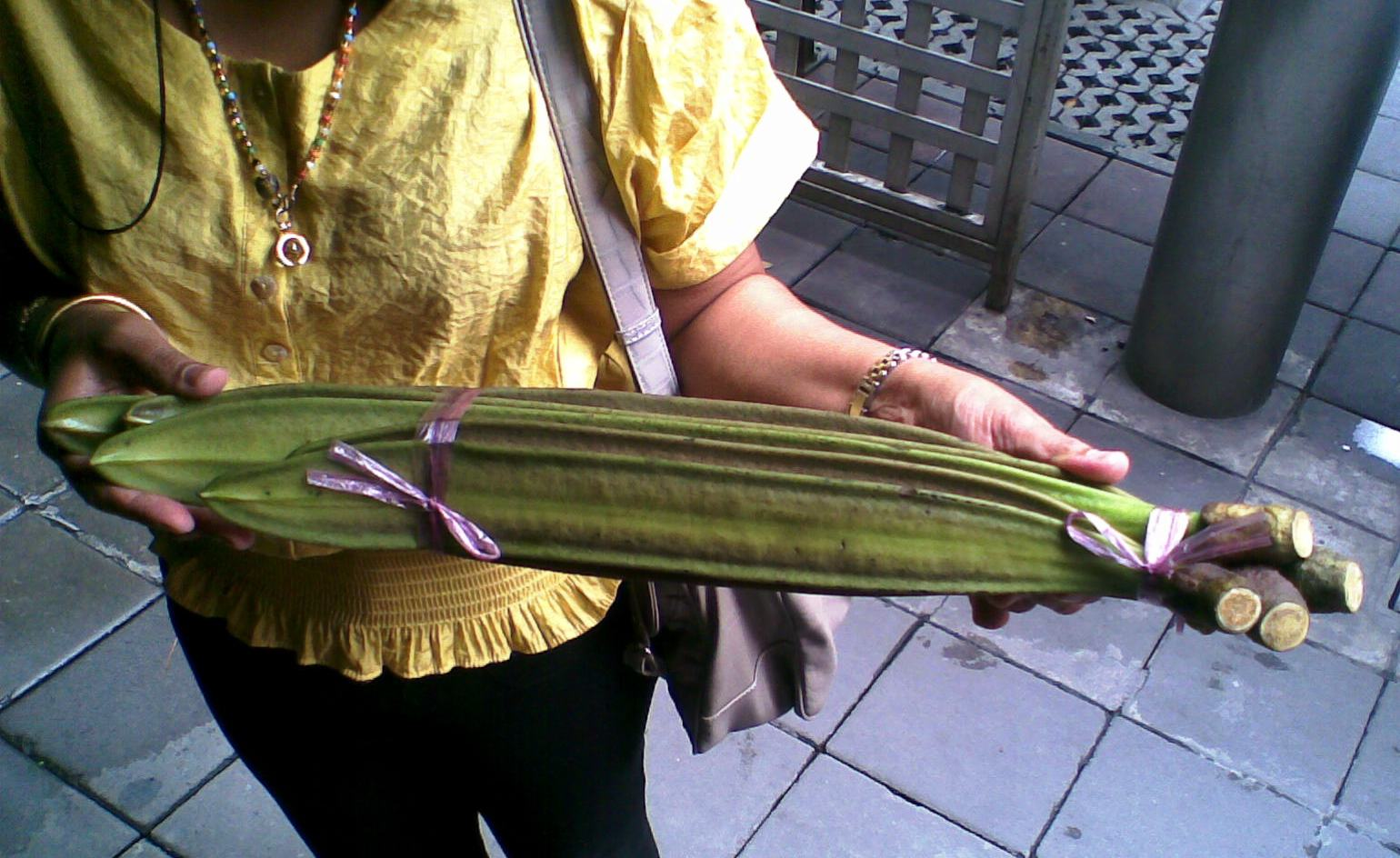
«Небесний язик» на базарі у Бангкоці

## Будова
Дерево досягає 12 м вистоти. Потрійноперисте листя має великі основні черешки до 180 см довжини, з яких відходять 5 та більше другорядних черешків з гладенькими загостреними листочками. Квіти з'являються у китицях, пурпурові ззовні і блідо-жовті всередині. Стручки з насінням досягають 1 метра у довжину звисають з гілок.

## Життєвий цикл
Квіти зацвітають вночі, розповсюджуючи сильний смердючий запах, що приманює кажанів для запилення. Цвіте влітку. Плоди дозрівають у листопаді. Дозрілі стручки розкриваються і випускають крилате насіння, що розлітається навколо немов метелики.
Сурмоцвіт має невизначені стосунки з актинобактерією Pseudonocardia oroxyli, яку китайські науковці знайшли і виділили з коріння дерева.

## Поширення та середовище існування
Росте у тропічних країнах Азії. Зустрічається у Індії, Японії, Китаї, Шрі-Ланці, Таїланді, Малайзії переважно у ярах та болотистих місцях до висоти 1200 м над рівнем моря.

## Практичне використання
Через свій дивний вигляд використовується як декоративна рослина.
У Таїланді квіти та стручки вживають у їжу. Має гіркуватий присмак.
Має антибактеріальні, антигрибкові, сечогінні властивості. Широко використовується у народній та аюрведичній медицині.